# Amphimoea
Amphimoea este un gen de molii din familia Sphingidae. 

## Specii
- Amphimoea walkeri - (Boisduval 1875)